# Elektritschka

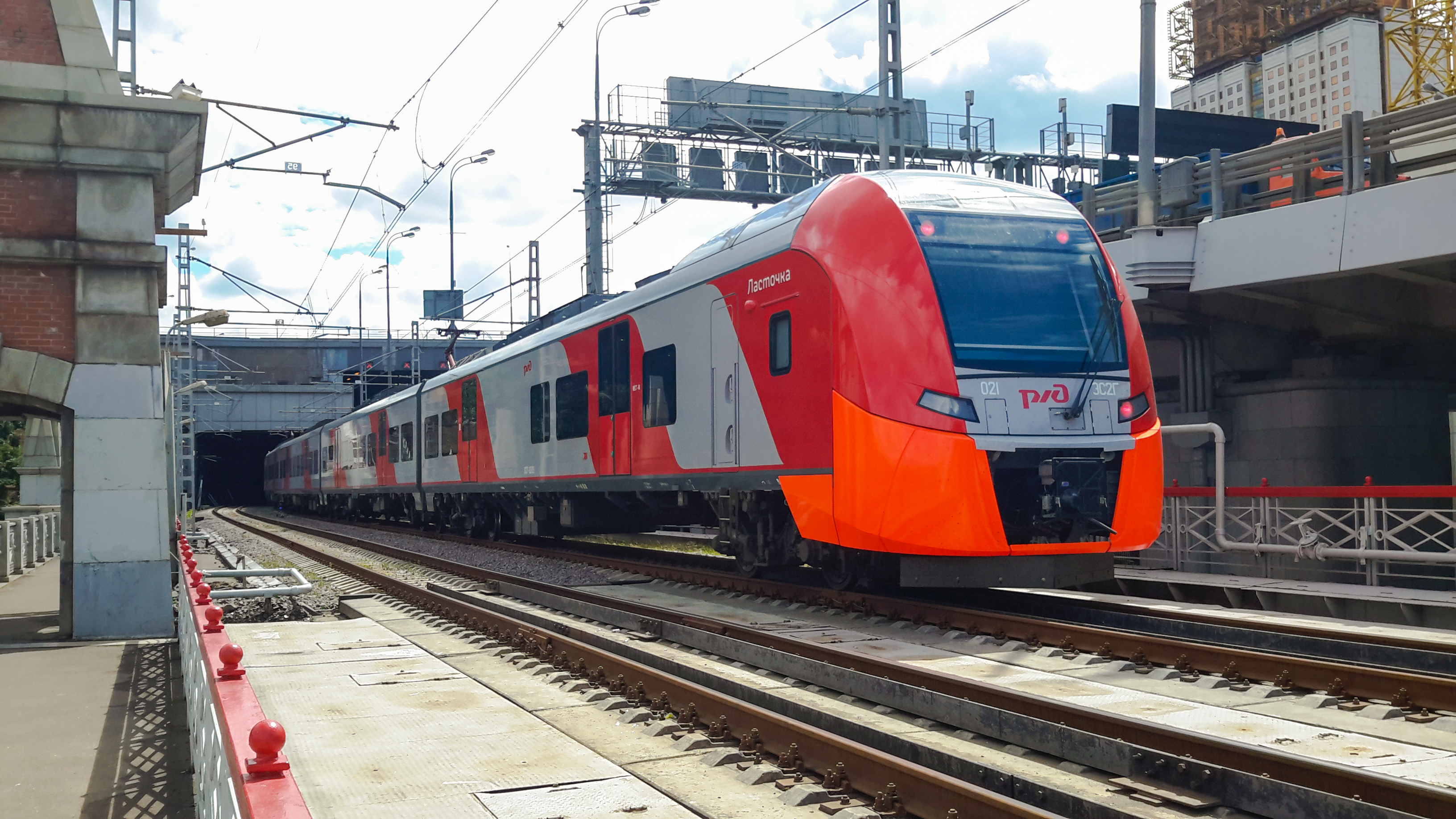
Elektritschka ЭС2Г (ES2G) auf dem Moskauer Zentralring

Elektritschka (russisch электри́чка) ist die russische (umgangssprachliche) Bezeichnung  für elektrische Triebzüge der Eisenbahn, die als Vorortzüge eingesetzt werden. Sie ist so in den meisten Nachfolgestaaten der Sowjetunion gängig.

## Name
Hinter dem Begriff verbirgt sich die umgangssprachliche Bezeichnung für „электропоезд пригородного сообщения“ („Elektrischer Triebzug für den Vorortverkehr“). Da die offizielle Bezeichnung aber zu lang und zu unbequem im Alltagsgebrauch ist, entwickelte sich schnell die heute gebräuchliche Bezeichnung „Elektritschka“. So verwenden beispielsweise die russischsprachigen Ankunfts- und Abfahrpläne der Vorortzüge diese Bezeichnung auch offiziell. Von Menschen mit geringer Beziehung zur Eisenbahn, teilweise auch von (russischsprachigen) Massenmedien, wird der Begriff jedoch fälschlicherweise gelegentlich auch für nichtelektrische Vorortverkehre, oder aber für elektrisch betriebene Züge (auch mit Lokomotivbespannung) generell, d. h. nicht nur im Vorortverkehr, verwendet.

## Geschichte

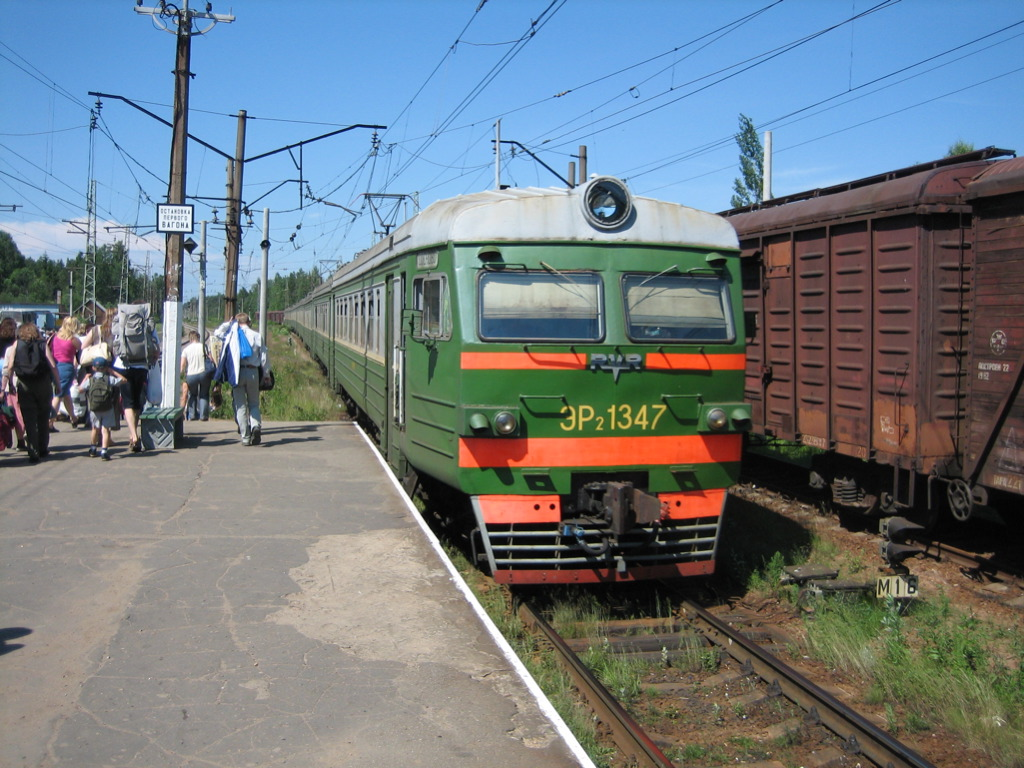
Elektritschka der Baureihe ЭР2 (ER2)

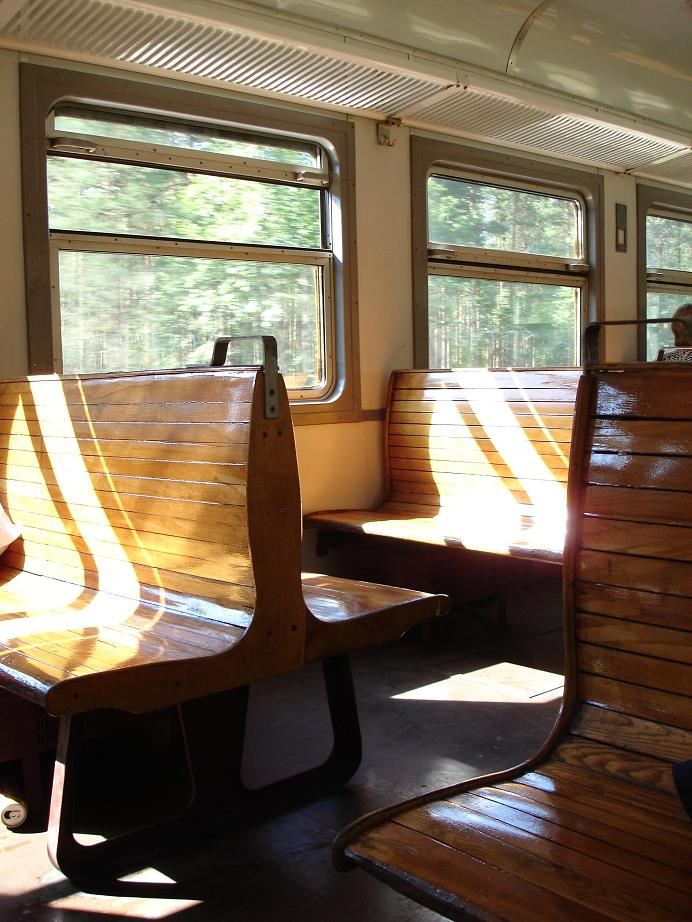
Holzbänke in einer Elektritschka der Baureihe ЭР2 (ER2)

Historisch erklärt sich die Bezeichnung der Züge aus dem Umstand, dass die sowjetische Staatsbahn zunächst fast nur Inselnetze um die Großstädte elektrifizierte und längere Fernstrecken und die Verknüpfung dieser Inselnetze erst danach folgten. Noch heute sind die elektrischen Vorortnetze mancher Städte in den Nachfolgestaaten der Sowjetunion nicht mit dem restlichen elektrischen Netz verbunden und werden ausschließlich für den Vorortverkehr genutzt, so etwa in Kaliningrad, Vilnius, Riga oder Tallinn. Der Personenfern- und Güterverkehr wird in diesen Netzen auch bei vorhandener Oberleitung mit Diesellokomotiven bedient.

## Streckennetze und Fahrzeuge
Elektritschkas übernehmen ähnliche Funktionen wie westeuropäische Vorortverkehre und S-Bahn-Verkehre, sie reichen allerdings teilweise wesentlich weiter ins Umland der Städte hinaus, manche Moskauer Vorortstrecken reichen bis etwa 200 km ins Umland. Sie werden mit elektrischen Triebwagen bedient, haben nur selten eigene Gleispaare und müssen sich die Strecke daher mit dem Fern- und Güterverkehr teilen. Deshalb weisen sie auch keinen Taktfahrplan auf. Die Triebwagen stammten ursprünglich fast durchweg aus der Waggonfabrik Riga, die zu Sowjetzeiten diese Fahrzeuge für das ganze Land produzierte. Ein Charakteristikum dieser Elektritschkas war der allgemein niedrige Komfort. Viele Züge waren mit Holzbänken ausgestattet. Wagenklassenunterschiede gibt es in diesen Elektritschkas nicht. Da nach der Auflösung der Sowjetunion vielfach die finanziellen Mittel fehlten, waren viele Triebwagen überaltert und in teilweise schlechtem Zustand.
In Russland und in der Ukraine wurden seit den 1990er-Jahren modernere Nachfolgetriebwagen entwickelt, die zunehmend eingesetzt werden. In Russland ist das Maschinenbauunternehmen Transmashholding mit der Maschinenfabrik Demichowo (bei Orechowo-Sujewo) und dem Werk bei Torschok gegenwärtig der wichtigste Produzent von elektrischen Nahverkehrszügen.

## Elektrotriebzüge mit erhöhtem Komfort
Elektritschkas verkehren zum Nahverkehrstarif, der deutlich unterhalb des Fernverkehrstarifs liegt. Es gibt jedoch in geringem Ausmaß auch Triebwagen, die über längere Strecken und zum Fernverkehrstarif verkehren und damit reservierungspflichtig sind. Diese werden russisch als „elektropojesd powyschennowo komforta“ (электропоезд повышенного комфорта) bezeichnet. Hierfür werden speziell ausgerüstete Elektritschkas verwendet, die Ausstattung dieser Züge ist je nach Zuglauf unterschiedlich. In der dritten Wagenklasse entsprechen die Sitze den gewöhnlichen Elektritschkas, teilweise auch mit Holzbänken. In der zweiten und ersten Wagenklasse (nicht beide werden in allen derartigen Zügen angeboten) befinden sich Polstersitze. Elektrotriebzüge mit erhöhtem Komfort haben in einem eigenen Zugnummernbereich von 800 bis 849 (vereinzelt verkehren in diesem Nummernbereich aber auch Züge zum Nahverkehrstarif), während normale Elektritschkas als Vorortzüge vierstellige Zugnummern haben. Zur Verbesserung des Komforts sind die 1. und 2. Klasse dieser Züge reservierungspflichtig. Lediglich in Georgien sind Elektritschkas auch als Fernpersonenzüge mit 600er-Zugnummern im Einsatz. Das entsprechende Einsatzkonzept gibt es auch für Dieseltriebwagen, diese werden dann üblicherweise ungeachtet des Antriebsprinzips auch als Elektrotriebzüge mit erhöhtem Komfort bezeichnet.